# Палос Вердес Естейтс (град, Калифорния)
Палос Вердес Естейтс (на английски: Palos Verdes Estates) е град в окръг Лос Анджелис, щата Калифорния, САЩ. Палос Вердес Естейтс е с население от 13340 жители (2000) и обща площ от 12,41 km². Намира се на 64 m надморска височина. ЗИП кодовете му са 90274, а телефонният му код е 310.